# Fabio Morrone
Fabio Morrone (Brindisi, 10 giugno 1969) è un ex cestista italiano.

## Carriera
Prodotto del vivaio trevigiano, esordisce in A1 nel 1985. Dopo le stagioni nella Benetton passa alla Pallacanestro Trapani dove partecipa all'ascesa del basket siciliano con la Pallacanestro Trapani con le due promozioni in A2 e A1. Nel 1992 è campione d'Italia con la Benetton Treviso.

## Palmarès
- Campionato italiano: 1

Pall. Treviso: 1991-92